# Eulaira chelata
Eulaira chelata är en spindelart som beskrevs av Chamberlin och Ivie 1939. Eulaira chelata ingår i släktet Eulaira och familjen täckvävarspindlar. Inga underarter finns listade i Catalogue of Life.